# Coppa Libertadores 2021
La Coppa Libertadores 2021 è stata la 62ª edizione della Coppa Libertadores d'America, il più importante torneo di calcio del Sud America organizzato dal CONMEBOL. Al torneo hanno partecipato 47 squadre provenienti da 10 paesi latinoamericani: Argentina, Bolivia, Brasile, Cile, Colombia, Ecuador, Paraguay, Perù, Uruguay e Venezuela. Il torneo è iniziato il 23 febbraio 2021 ed è terminato il 27 novembre 2021, con la finale disputata allo Stadio del Centenario di Montevideo.
Il trofeo è stato vinto dal Palmeiras, al terzo successo nella competizione, il secondo consecutivo, che ha sconfitto in finale i connazionali del Flamengo. La squadra vincitrice ha ottenuto il diritto di disputare la Coppa del mondo per club FIFA 2021 e la Recopa Sudamericana 2022 (quest'ultima contro la vincente della Coppa Sudamericana 2021).

## Squadre
Al torneo partecipano 47 squadre appartenenti alle 10 federazioni della CONMEBOL, e i criteri di qualificazione sono determinati dalle singole federazioni nazionali.
| Nazione                 | Squadra                         | Turno di ingresso | Qualificazione                                                                                      |
| ----------------------- | ------------------------------- | ----------------- | --------------------------------------------------------------------------------------------------- |
| Argentina (6+1 squadre) | Defensa y Justicia (ARG 1)      | Fase a gruppi     | Vincitore della Coppa Sudamericana 2020                                                             |
| Argentina (6+1 squadre) | Boca Juniors (ARG 2)            | Fase a gruppi     | Vincitore della Superliga 2019-2020                                                                 |
| Argentina (6+1 squadre) | River Plate (ARG 3)             | Fase a gruppi     | 2ª nella classifica aggregata di Superliga 2019-2020 e Copa de la Superliga 2020                    |
| Argentina (6+1 squadre) | Racing Club (ARG 4)             | Fase a gruppi     | 3ª nella classifica aggregata di Superliga 2019-2020 e Copa de la Superliga 2020                    |
| Argentina (6+1 squadre) | Argentinos Juniors (ARG 5)      | Fase a gruppi     | 4ª nella classifica aggregata di Superliga 2019-2020 e Copa de la Superliga 2020                    |
| Argentina (6+1 squadre) | Vélez Sarsfield (ARG 6)         | Fase a gruppi     | 5ª nella classifica aggregata di Superliga 2019-2020 e Copa de la Superliga 2020                    |
| Argentina (6+1 squadre) | San Lorenzo (ARG 7)             | Seconda fase      | 6ª nella classifica aggregata di Superliga 2019-2020 e Copa de la Superliga 2020                    |
| Bolivia (4 squadre)     | Always Ready (BOL 1)            | Fase a gironi     | Vincitore Primera División 2020                                                                     |
| Bolivia (4 squadre)     | The Strongest (BOL 2)           | Fase a gironi     | 2ª classificata Primera División 2020                                                               |
| Bolivia (4 squadre)     | Bolívar (BOL 3)                 | Seconda fase      | 3ª classificata Primera División 2020                                                               |
| Bolivia (4 squadre)     | Royal Pari (BOL 4)              | Prima fase        | 4ª classificata Primera División 2020                                                               |
| Brasile (7+1 squadre)   | Palmeiras (Coppa Libertadores)  | Fase a gruppi     | Vincitore Coppa Libertadores 2020                                                                   |
| Brasile (7+1 squadre)   | Flamengo (BRA 1)                | Fase a gruppi     | Vincitore del Campeonato Brasileiro Série A 2020                                                    |
| Brasile (7+1 squadre)   | Internacional (BRA 2)           | Fase a gruppi     | 2ª classificata nel Campeonato Brasileiro Série A 2020                                              |
| Brasile (7+1 squadre)   | Atlético Mineiro (BRA 3)        | Fase a gruppi     | 3ª classificata nel Campeonato Brasileiro Série A 2020                                              |
| Brasile (7+1 squadre)   | San Paolo (BRA 4)               | Fase a gruppi     | 4ª classificata nel Campeonato Brasileiro Série A 2020                                              |
| Brasile (7+1 squadre)   | Fluminense (BRA 5)              | Fase a gruppi     | 6ª classificata nel Campeonato Brasileiro Série A 2020                                              |
| Brasile (7+1 squadre)   | Grêmio (BRA 6)                  | Seconda fase      | 2ª classificata nella Coppa del Brasile 2020                                                        |
| Brasile (7+1 squadre)   | Santos (BRA 7)                  | Seconda fase      | 8ª classificata nel Campeonato Brasileiro Série A 2020                                              |
| Cile (4 squadre)        | Universidad Católica (CIL 1)    | Fase a gruppi     | Vincitore della Primera División 2020                                                               |
| Cile (4 squadre)        | Unión La Calera (CIL 2)         | Fase a gruppi     | 2ª classificata della Primera División 2020                                                         |
| Cile (4 squadre)        | Universidad de Chile (CIL 3)    | Seconda fase      | 3ª classificata della Primera División 2020                                                         |
| Cile (4 squadre)        | Unión Española (CIL 4)          | Seconda fase      | 4ª classificata della Primera División 2020                                                         |
| Colombia (4 squadre)    | América de Cali (COL 1)         | Fase a gruppi     | Vincitore dell'Primera A 2020                                                                       |
| Colombia (4 squadre)    | Ind. Santa Fe (COL 2)           | Fase a gruppi     | Vincitore della Finalización 2020                                                                   |
| Colombia (4 squadre)    | Atlético Junior (COL 3)         | Seconda fase      | Miglior squadra non qualificata nella classifica unita della Primera A 2020                         |
| Colombia (4 squadre)    | Atlético Nacional (COL 4)       | Seconda fase      | 2ª Miglior squadra non qualificata nella classifica unita                                           |
| Ecuador (4 squadre)     | Barcelona SC(ECU 1)             | Fase a gruppi     | Vincitore della Primera Categoría Serie A 2020                                                      |
| Ecuador (4 squadre)     | LDU Quito (ECU 2)               | Fase a gruppi     | 2ª classificata della Primera Categoría Serie A 2020                                                |
| Ecuador (4 squadre)     | Independiente del Valle (ECU 3) | Seconda fase      | Miglior squadra non qualificata nella classifica unita della Primera Categoría Serie A 2020         |
| Ecuador (4 squadre)     | Universidad Católica (ECU 4)    | Prima fase        | 2ª Miglior squadra non qualificata nella classifica unita                                           |
| Paraguay (4 squadre)    | Olimpia (PAR 1)                 | Fase a gruppi     | Vincitore dell'Apertura e Clausura 2020                                                             |
| Paraguay (4 squadre)    | Cerro Porteño (PAR 2)           | Fase a gruppi     | Miglior squadra non qualificata nella classifica unita della División Profesional 2020              |
| Paraguay (4 squadre)    | Libertad (PAR 3)                | Seconda fase      | 2ª miglior squadra non qualificata nella classifica unita della División Profesional 2020           |
| Paraguay (4 squadre)    | Guaraní (PAR 4)                 | Prima fase        | 3ª miglior squadra non qualificata nella classifica unita della División Profesional 2020           |
| Perù (4 squadre)        | Sporting Cristal (PER 1)        | Fase a gruppi     | Vincitore della Liga 1 2020                                                                         |
| Perù (4 squadre)        | Universitario (PER 2)           | Fase a gruppi     | 2ª classificata della Liga 1 2020                                                                   |
| Perù (4 squadre)        | Ayacucho (PER 3)                | Seconda fase      | 3ª classificata della Liga 1 2020                                                                   |
| Perù (4 squadre)        | U. César Vallejo (PER 4)        | Prima fase        | Miglior squadra non qualificata nella classifica unita della Liga 1 2020 tra le non già qualificate |
| Uruguay (4 squadre)     | Nacional (URU 1)                | Fase a gruppi     | Vincitore della Primera División 2020                                                               |
| Uruguay (4 squadre)     | Rentistas (URU 2)               | Fase a gruppi     | 2ª classificata nella Primera División 2020                                                         |
| Uruguay (4 squadre)     | Montevideo Wanderers (URU 3)    | Seconda fase      | Miglior squadra non qualificata nella classifica unita della Primera División 2020                  |
| Uruguay (4 squadre)     | Liverpool (M) (URU 4)           | Prima fase        | 2ª miglior squadra non qualificata nella classifica unita della Primera División 2020               |
| Venezuela (4 squadre)   | Dep. La Guaira (VEN 1)          | Fase a gruppi     | Vincitore della Primera División 2020                                                               |
| Venezuela (4 squadre)   | Deportivo Táchira (VEN 2)       | Fase a gruppi     | 2ª classificata della Primera División 2020                                                         |
| Venezuela (4 squadre)   | Deportivo Lara (VEN 3)          | Seconda fase      | Miglior squadra non qualificata nella classifica unita della Primera División 2020                  |
| Venezuela (4 squadre)   | Caracas (VEN 4)                 | Prima fase        | 2ª miglior squadra non qualificata nella classifica unita della Primera División 2020               |

## Fase di qualificazione

### Prima fase
Alla prima fase hanno partecipato sei squadre provenienti da Bolivia, Ecuador, Paraguay, Perù, Uruguay e Venezuela. Tramite sorteggio sono state determinate le tre sfide a eliminazione diretta, le vincenti delle quali hanno avuto il diritto di accedere alla seconda fase. Le partite d'andata sono state disputate il 23 e 24 febbraio 2021, mentre le partite di ritorno il 2 e 3 marzo 2021.
| Squadra 1        | Totale | Squadra 2            | Andata | Ritorno |
| ---------------- | ------ | -------------------- | ------ | ------- |
| Liverpool (M)    | 2 - 4  | Universidad Católica | 2 - 1  | 0 - 3   |
| U. César Vallejo | 0 - 2  | Caracas              | 0 - 0  | 0 - 2   |
| Royal Pari       | 2 - 5  | Guaraní              | 1 - 4  | 1 - 1   |

### Seconda fase
Alla seconda fase hanno partecipato 16 squadre: le 3 vincenti della prima fase e altre 13 squadre provenienti da tutte le federazioni (2 da Brasile, Cile e Colombia e 1 dalle altre). Il sorteggio ha determinato gli otto accoppiamenti, le vincenti dei quali sono passate alla terza fase. Le partite d'andata sono state disputate il 9, 10 e 11 marzo 2021, mentre le partite di ritorno il 16, 17 e 18 marzo 2021.
| Squadra 1            | Totale | Squadra 2               | Andata | Ritorno |
| -------------------- | ------ | ----------------------- | ------ | ------- |
| Universidad Católica | 2 - 3  | Libertad                | 0 - 1  | 2 - 2   |
| Grêmio               | 8 - 2  | Ayacucho                | 6 - 1  | 2 - 1   |
| Montevideo Wanderers | 1 - 5  | Bolívar                 | 1 - 0  | 0 - 5   |
| Universidad de Chile | 1 - 3  | San Lorenzo             | 1 - 1  | 0 - 2   |
| Santos               | 3 - 2  | Deportivo Lara          | 2 - 1  | 1 - 1   |
| Caracas              | 2 - 5  | Atlético Junior         | 1 - 2  | 1 - 3   |
| Unión Española       | 3 - 6  | Independiente del Valle | 1 - 0  | 2 - 6   |
| Guaraní              | 0 - 5  | Atlético Nacional       | 0 - 2  | 0 - 3   |

### Terza fase
Alla terza fase hanno partecipato le 8 squadre vincenti della seconda fase, con la possibilità di incroci tra squadre della stessa federazione. Il sorteggio ha determinato i quattro accoppiamenti, le vincenti dei quali sono passate alla fase a gruppi, mentre le perdenti sono state ammesse alla fase a gruppi della Coppa Sudamericana 2021. Le partite d'andata sono state disputate il 6, 7 e 8 aprile 2021, mentre le partite di ritorno il 13, 14 e 15 aprile 2021.
| Squadra 1               | Totale | Squadra 2         | Andata | Ritorno |
| ----------------------- | ------ | ----------------- | ------ | ------- |
| Libertad                | 2 - 4  | Atlético Nacional | 1 - 0  | 1 - 4   |
| Independiente del Valle | 4 - 2  | Grêmio            | 2 - 1  | 2 - 1   |
| Bolívar                 | 2 - 4  | Atlético Junior   | 2 - 1  | 0 - 3   |
| San Lorenzo             | 3 - 5  | Santos            | 1 - 3  | 2 - 2   |

## Fase a gruppi
Il sorteggio per definire la composizione dei gruppi si è tenuto il 9 aprile 2021 a Luque, in Paraguay.
Le 32 squadre partecipanti sono state divise in 8 gruppi, ciascuno composto da 4 squadre. Ogni squadra gioca con le altre 3 squadre del proprio girone con partite di andata e ritorno. La prima e la seconda classificata di ogni girone accedono agli ottavi di finale, mentre la terza classificata ha il diritto di accedere alla Coppa Sudamericana 2021.

### Gruppo A

#### Classifica
| Pos | Squadra                 | Pt | G | V | N | P | GF | GS | DG  |
| --- | ----------------------- | -- | - | - | - | - | -- | -- | --- |
| 1.  | Palmeiras               | 15 | 6 | 5 | 0 | 1 | 20 | 7  | +13 |
| 2.  | Defensa y Justicia      | 9  | 6 | 2 | 3 | 1 | 11 | 8  | +3  |
| 3.  | Independiente del Valle | 5  | 6 | 1 | 2 | 3 | 8  | 11 | -3  |
| 4.  | Universitario           | 4  | 6 | 1 | 1 | 4 | 6  | 19 | -13 |

#### Risultati
| Squadra 1               | Risultato   | Squadra 2               |
| 1ª giornata             | 1ª giornata | 1ª giornata             |
| ----------------------- | ----------- | ----------------------- |
| Independiente del Valle | 1 - 1       | Defensa y Justicia      |
| Universitario           | 2 - 3       | Palmeiras               |
| 2ª giornata             |             |                         |
| Palmeiras               | 5 - 0       | Independiente del Valle |
| Defensa y Justicia      | 3 - 0       | Universitario           |
| 3ª giornata             |             |                         |
| Defensa y Justicia      | 1 - 2       | Palmeiras               |
| Independiente del Valle | 4 - 0       | Universitario           |
| 4ª giornata             |             |                         |
| Independiente del Valle | 0 - 1       | Palmeiras               |
| Universitario           | 1 - 1       | Defensa y Justicia      |
| 5ª giornata             |             |                         |
| Palmeiras               | 3 - 4       | Defensa y Justicia      |
| Universitario           | 3 - 2       | Independiente del Valle |
| 6ª giornata             |             |                         |
| Palmeiras               | 6 - 0       | Universitario           |
| Defensa y Justicia      | 1 - 1       | Independiente del Valle |

### Gruppo B

#### Classifica
| Pos | Squadra           | Pt | G | V | N | P | GF | GS | DG |
| --- | ----------------- | -- | - | - | - | - | -- | -- | -- |
| 1.  | Internacional     | 10 | 6 | 3 | 1 | 2 | 12 | 5  | +7 |
| 2.  | Olimpia           | 9  | 6 | 3 | 0 | 3 | 13 | 14 | -1 |
| 3.  | Deportivo Táchira | 9  | 6 | 3 | 0 | 3 | 14 | 17 | -3 |
| 4.  | Always Ready      | 7  | 6 | 2 | 1 | 3 | 8  | 11 | -3 |

#### Risultati
| Squadra 1         | Risultato   | Squadra 2         |
| 1ª giornata       | 1ª giornata | 1ª giornata       |
| ----------------- | ----------- | ----------------- |
| Always Ready      | 2 - 0       | Internacional     |
| Deportivo Táchira | 3 - 2       | Olimpia           |
| 2ª giornata       |             |                   |
| Internacional     | 4 - 0       | Deportivo Táchira |
| Olimpia           | 2 - 1       | Always Ready      |
| 3ª giornata       |             |                   |
| Internacional     | 6 - 1       | Olimpia           |
| Always Ready      | 2 - 0       | Deportivo Táchira |
| 4ª giornata       |             |                   |
| Deportivo Táchira | 2 - 1       | Internacional     |
| Always Ready      | 1 - 2       | Olimpia           |
| 5ª giornata       |             |                   |
| Deportivo Táchira | 7 - 2       | Always Ready      |
| Olimpia           | 0 - 1       | Internacional     |
| 6ª giornata       |             |                   |
| Olimpia           | 6 - 2       | Deportivo Táchira |
| Internacional     | 0 - 0       | Always Ready      |

### Gruppo C

#### Classifica
| Pos | Squadra       | Pt | G | V | N | P | GF | GS | DG  |
| --- | ------------- | -- | - | - | - | - | -- | -- | --- |
| 1.  | Barcelona SC  | 13 | 6 | 4 | 1 | 1 | 10 | 3  | +7  |
| 2.  | Boca Juniors  | 10 | 6 | 3 | 1 | 2 | 6  | 2  | +4  |
| 3.  | Santos        | 6  | 6 | 2 | 0 | 4 | 8  | 9  | -1  |
| 4.  | The Strongest | 6  | 6 | 2 | 0 | 4 | 4  | 14 | -10 |

#### Risultati
| Squadra 1     | Risultato   | Squadra 2     |
| 1ª giornata   | 1ª giornata | 1ª giornata   |
| ------------- | ----------- | ------------- |
| Santos        | 0 - 2       | Barcelona SC  |
| The Strongest | 0 - 1       | Boca Juniors  |
| 2ª giornata   |             |               |
| Boca Juniors  | 2 - 0       | Santos        |
| Barcelona SC  | 4 - 0       | The Strongest |
| 3ª giornata   |             |               |
| Santos        | 5 - 0       | The Strongest |
| Barcelona SC  | 1 - 0       | Boca Juniors  |
| 4ª giornata   |             |               |
| The Strongest | 2 - 0       | Barcelona SC  |
| Santos        | 1 - 0       | Boca Juniors  |
| 5ª giornata   |             |               |
| The Strongest | 2 - 1       | Santos        |
| Boca Juniors  | 0 - 0       | Barcelona SC  |
| 6ª giornata   |             |               |
| Boca Juniors  | 3 - 0       | The Strongest |
| Barcelona SC  | 3 - 1       | Santos        |

### Gruppo D

#### Classifica
| Pos | Squadra         | Pt | G | V | N | P | GF | GS | DG |
| --- | --------------- | -- | - | - | - | - | -- | -- | -- |
| 1.  | Fluminense      | 11 | 6 | 3 | 2 | 1 | 10 | 7  | +3 |
| 2.  | River Plate     | 9  | 6 | 2 | 3 | 1 | 7  | 7  | 0  |
| 3.  | Atlético Junior | 7  | 6 | 1 | 4 | 1 | 6  | 6  | 0  |
| 4.  | Ind. Santa Fe   | 3  | 6 | 0 | 3 | 3 | 4  | 7  | -3 |

#### Risultati
| Squadra 1       | Risultato   | Squadra 2       |
| 1ª giornata     | 1ª giornata | 1ª giornata     |
| --------------- | ----------- | --------------- |
| Fluminense      | 1 - 1       | River Plate     |
| Atlético Junior | 1 - 1       | Ind. Santa Fe   |
| 2ª giornata     |             |                 |
| Ind. Santa Fe   | 1 - 2       | Fluminense      |
| River Plate     | 2 - 1       | Atlético Junior |
| 3ª giornata     |             |                 |
| Ind. Santa Fe   | 0 - 0       | River Plate     |
| Atlético Junior | 1 - 1       | Fluminense      |
| 4ª giornata     |             |                 |
| Fluminense      | 2 - 1       | Ind. Santa Fe   |
| Atlético Junior | 1 - 1       | River Plate     |
| 5ª giornata     |             |                 |
| Fluminense      | 1 - 2       | Atlético Junior |
| River Plate     | 2 - 1       | Ind. Santa Fe   |
| 6ª giornata     |             |                 |
| River Plate     | 1 - 3       | Fluminense      |
| Ind. Santa Fe   | 0 - 0       | Atlético Junior |

### Gruppo E

#### Classifica
| Pos | Squadra          | Pt | G | V | N | P | GF | GS | DG |
| --- | ---------------- | -- | - | - | - | - | -- | -- | -- |
| 1.  | Racing Club      | 14 | 6 | 4 | 2 | 0 | 9  | 2  | +7 |
| 2.  | San Paolo        | 11 | 6 | 3 | 2 | 1 | 9  | 2  | +7 |
| 3.  | Sporting Cristal | 4  | 6 | 1 | 1 | 4 | 3  | 10 | -7 |
| 4.  | Rentistas        | 3  | 6 | 0 | 3 | 3 | 2  | 9  | -7 |

#### Risultati
| Squadra 1        | Risultato   | Squadra 2        |
| 1ª giornata      | 1ª giornata | 1ª giornata      |
| ---------------- | ----------- | ---------------- |
| Sporting Cristal | 0 - 3       | San Paolo        |
| Rentistas        | 1 - 1       | Racing Club      |
| 2ª giornata      |             |                  |
| Racing Club      | 2 - 1       | Sporting Cristal |
| San Paolo        | 2 - 0       | Rentistas        |
| 3ª giornata      |             |                  |
| Racing Club      | 0 - 0       | San Paolo        |
| Rentistas        | 0 - 0       | Sporting Cristal |
| 4ª giornata      |             |                  |
| Sporting Cristal | 0 - 2       | Racing Club      |
| Rentistas        | 1 - 1       | San Paolo        |
| 5ª giornata      |             |                  |
| San Paolo        | 0 - 1       | Racing Club      |
| Sporting Cristal | 2 - 0       | Rentistas        |
| 6ª giornata      |             |                  |
| San Paolo        | 3 - 0       | Sporting Cristal |
| Racing Club      | 3 - 0       | Rentistas        |

### Gruppo F

#### Classifica
| Pos | Squadra              | Pt | G | V | N | P | GF | GS | DG |
| --- | -------------------- | -- | - | - | - | - | -- | -- | -- |
| 1.  | Argentinos Juniors   | 12 | 6 | 4 | 0 | 2 | 7  | 3  | +4 |
| 2.  | Universidad Católica | 9  | 6 | 3 | 0 | 3 | 6  | 6  | 0  |
| 3.  | Nacional             | 8  | 6 | 2 | 2 | 2 | 8  | 9  | -1 |
| 4.  | Atlético Nacional    | 5  | 6 | 1 | 2 | 3 | 6  | 9  | -3 |

#### Risultati
| Squadra 1            | Risultato   | Squadra 2            |
| 1ª giornata          | 1ª giornata | 1ª giornata          |
| -------------------- | ----------- | -------------------- |
| Argentinos Juniors   | 2 - 0       | Nacional             |
| Atlético Nacional    | 2 - 0       | Universidad Católica |
| 2ª giornata          |             |                      |
| Nacional             | 4 - 4       | Atlético Nacional    |
| Universidad Católica | 0 - 2       | Argentinos Juniors   |
| 3ª giornata          |             |                      |
| Universidad Católica | 3 - 1       | Nacional             |
| Atlético Nacional    | 0 - 2       | Argentinos Juniors   |
| 4ª giornata          |             |                      |
| Argentinos Juniors   | 0 - 1       | Universidad Católica |
| Atlético Nacional    | 0 - 0       | Nacional             |
| 5ª giornata          |             |                      |
| Nacional             | 1 - 0       | Universidad Católica |
| Argentinos Juniors   | 1 - 0       | Atlético Nacional    |
| 6ª giornata          |             |                      |
| Nacional             | 2 - 0       | Argentinos Juniors   |
| Universidad Católica | 2 - 0       | Atlético Nacional    |

### Gruppo G

#### Classifica
| Pos | Squadra         | Pt | G | V | N | P | GF | GS | DG |
| --- | --------------- | -- | - | - | - | - | -- | -- | -- |
| 1.  | Flamengo        | 12 | 6 | 3 | 3 | 0 | 14 | 9  | +5 |
| 2.  | Vélez Sarsfield | 10 | 6 | 3 | 1 | 2 | 10 | 8  | +2 |
| 3.  | LDU Quito       | 8  | 6 | 2 | 2 | 2 | 15 | 13 | +2 |
| 4.  | Unión La Calera | 2  | 6 | 0 | 2 | 4 | 8  | 17 | -9 |

#### Risultati
| Squadra 1       | Risultato   | Squadra 2       |
| 1ª giornata     | 1ª giornata | 1ª giornata     |
| --------------- | ----------- | --------------- |
| Vélez Sarsfield | 2 - 3       | Flamengo        |
| Unión La Calera | 2 - 2       | LDU Quito       |
| 2ª giornata     |             |                 |
| LDU Quito       | 3 - 1       | Vélez Sarsfield |
| Flamengo        | 4 - 1       | Unión La Calera |
| 3ª giornata     |             |                 |
| Unión La Calera | 0 - 2       | Vélez Sarsfield |
| LDU Quito       | 2 - 3       | Flamengo        |
| 4ª giornata     |             |                 |
| Unión La Calera | 2 - 2       | Flamengo        |
| Vélez Sarsfield | 3 - 1       | LDU Quito       |
| 5ª giornata     |             |                 |
| Vélez Sarsfield | 2 - 1       | Unión La Calera |
| Flamengo        | 2 - 2       | LDU Quito       |
| 6ª giornata     |             |                 |
| Flamengo        | 0 - 0       | Vélez Sarsfield |
| LDU Quito       | 5 - 2       | Unión La Calera |

### Gruppo H

#### Classifica
| Pos | Squadra          | Pt | G | V | N | P | GF | GS | DG  |
| --- | ---------------- | -- | - | - | - | - | -- | -- | --- |
| 1.  | Atlético Mineiro | 16 | 6 | 5 | 1 | 0 | 15 | 3  | +12 |
| 2.  | Cerro Porteño    | 10 | 6 | 3 | 1 | 2 | 4  | 5  | -1  |
| 3.  | América de Cali  | 4  | 6 | 1 | 1 | 4 | 5  | 9  | -4  |
| 4.  | Dep. La Guaira   | 3  | 6 | 0 | 3 | 3 | 2  | 9  | -7  |

#### Risultati
| Squadra 1        | Risultato   | Squadra 2        |
| 1ª giornata      | 1ª giornata | 1ª giornata      |
| ---------------- | ----------- | ---------------- |
| Dep. La Guaira   | 1 - 1       | Atlético Mineiro |
| América de Cali  | 0 - 2       | Cerro Porteño    |
| 2ª giornata      |             |                  |
| Atlético Mineiro | 2 - 1       | América de Cali  |
| Cerro Porteño    | 0 - 0       | Dep. La Guaira   |
| 3ª giornata      |             |                  |
| Atlético Mineiro | 4 - 0       | Cerro Porteño    |
| Dep. La Guaira   | 0 - 0       | América de Cali  |
| 4ª giornata      |             |                  |
| Dep. La Guaira   | 0 - 1       | Cerro Porteño    |
| América de Cali  | 1 - 3       | Atlético Mineiro |
| 5ª giornata      |             |                  |
| Cerro Porteño    | 0 - 1       | Atlético Mineiro |
| América de Cali  | 3 - 1       | Dep. La Guaira   |
| 6ª giornata      |             |                  |
| Cerro Porteño    | 1 - 0       | América de Cali  |
| Atlético Mineiro | 4 - 0       | Dep. La Guaira   |

## Fase a eliminazione diretta
Le fasi a eliminazione diretta includeva la disputa di ottavi di finale, quarti di finale e semifinali, con partite di andata e ritorno. Le squadre che hanno superato la fase a gruppi come prime classificate sono state inserite nell'urna delle teste di serie e ordinate in base ai punti conquistati nella fase precedente, mentre le squadre seconde classificate sono state inserite in una seconda urna e ordinate sempre in base ai punti conquistati nei gruppi. Gli accoppiamenti degli ottavi di finale e del tabellone sono stabiliti tramite sorteggio, svoltosi il 1º giugno 2021. In caso di parità di reti segnate dopo le due partite vale la regola del maggior numero di reti segnate in trasferta; in caso di ulteriore parità si passa direttamente ai tiri di rigore, senza disputare i tempi supplementari. La finale viene disputata in gara unica e, diversamente dai turni precedenti, in caso di parità dopo i tempi regolamentari sono previsti i tempi supplementari ed eventualmente i tiri di rigore.

### Tabellone
|  | Ottavi di finale       | Ottavi di finale | Ottavi di finale | Ottavi di finale |   |                    | Quarti di finale | Quarti di finale | Quarti di finale | Quarti di finale |  |                  | Semifinali | Semifinali | Semifinali | Semifinali |          |   | Finale | Finale |
|  |                        |                  |                  |                  |   |                    |                  |                  |                  |                  |  |                  |            |            |            |            |          |   |        |        |
|  | Defensa y Justicia     | 0                | 1                | 1                |   |                    |                  |                  |                  |                  |  |                  |            |            |            |            |          |   |        |        |
|  | Flamengo               | 1                | 4                | 5                |   |                    |                  |                  |                  |                  |  |                  |            |            |            |            |          |   |        |        |
|  | Flamengo               | 1                | 4                | 5                |   | Flamengo           | 4                | 5                | 9                |                  |  |                  |            |            |            |            |          |   |        |        |
|  |                        |                  |                  |                  |   | Flamengo           | 4                | 5                | 9                |                  |  |                  |            |            |            |            |          |   |        |        |
|  |                        | Olimpia          | 1                | 1                | 2 |                    |                  |                  |                  |                  |  |                  |            |            |            |            |          |   |        |        |
|  | Olimpia (dtr)          | Olimpia          | 1                | 1                | 2 | 0                  | 0                | 0 (5)            |                  |                  |  |                  |            |            |            |            |          |   |        |        |
|  | Olimpia (dtr)          |                  |                  |                  |   | 0                  | 0                | 0 (5)            |                  |                  |  |                  |            |            |            |            |          |   |        |        |
|  | Internacional          | 0                | 0                | 0 (4)            |   |                    |                  |                  |                  |                  |  |                  |            |            |            |            |          |   |        |        |
|  | Internacional          | 0                | 0                | 0 (4)            |   |                    |                  |                  |                  |                  |  | Flamengo         | 2          | 2          | 4          |            |          |   |        |        |
|  |                        |                  |                  |                  |   |                    |                  |                  |                  |                  |  | Flamengo         | 2          | 2          | 4          |            |          |   |        |        |
|  |                        | Barcelona SC     | 0                | 0                | 0 |                    |                  |                  |                  |                  |  |                  |            |            |            |            |          |   |        |        |
|  | Vélez Sarsfield        | Barcelona SC     | 0                | 0                | 0 | 1                  | 1                | 2                |                  |                  |  |                  |            |            |            |            |          |   |        |        |
|  | Vélez Sarsfield        |                  |                  |                  |   | 1                  | 1                | 2                |                  |                  |  |                  |            |            |            |            |          |   |        |        |
|  | Barcelona SC           | 0                | 3                | 3                |   |                    |                  |                  |                  |                  |  |                  |            |            |            |            |          |   |        |        |
|  | Barcelona SC           | 0                | 3                | 3                |   | Barcelona SC (gfc) | 2                | 1                | 3                |                  |  |                  |            |            |            |            |          |   |        |        |
|  |                        |                  |                  |                  |   | Barcelona SC (gfc) | 2                | 1                | 3                |                  |  |                  |            |            |            |            |          |   |        |        |
|  |                        | Fluminense       | 2                | 1                | 3 |                    |                  |                  |                  |                  |  |                  |            |            |            |            |          |   |        |        |
|  | Cerro Porteño          | Fluminense       | 2                | 1                | 3 | 0                  | 0                | 0                |                  |                  |  |                  |            |            |            |            |          |   |        |        |
|  | Cerro Porteño          |                  |                  |                  |   | 0                  | 0                | 0                |                  |                  |  |                  |            |            |            |            |          |   |        |        |
|  | Fluminense             | 2                | 1                | 3                |   |                    |                  |                  |                  |                  |  |                  |            |            |            |            |          |   |        |        |
|  | Fluminense             | 2                | 1                | 3                |   |                    |                  |                  |                  |                  |  |                  |            |            |            |            | Flamengo | 1 |        |        |
|  |                        |                  |                  |                  |   |                    |                  |                  |                  |                  |  |                  |            |            |            |            |          | 1 |        |        |
|  |                        | Palmeiras (dts)  | 2                |                  |   |                    |                  |                  |                  |                  |  |                  |            |            |            |            |          |   |        |        |
|  | Boca Juniors           | Palmeiras (dts)  | 2                | 0                | 0 | 0 (1)              |                  |                  |                  |                  |  |                  |            |            |            |            |          |   |        |        |
|  | Boca Juniors           |                  |                  | 0                | 0 | 0 (1)              |                  |                  |                  |                  |  |                  |            |            |            |            |          |   |        |        |
|  | Atlético Mineiro (dtr) | 0                | 0                | 0 (3)            |   |                    |                  |                  |                  |                  |  |                  |            |            |            |            |          |   |        |        |
|  | Atlético Mineiro (dtr) | 0                | 0                | 0 (3)            |   | Atlético Mineiro   | 1                | 3                | 4                |                  |  |                  |            |            |            |            |          |   |        |        |
|  |                        |                  |                  |                  |   | Atlético Mineiro   | 1                | 3                | 4                |                  |  |                  |            |            |            |            |          |   |        |        |
|  |                        | River Plate      | 0                | 0                | 0 |                    |                  |                  |                  |                  |  |                  |            |            |            |            |          |   |        |        |
|  | River Plate            | River Plate      | 0                | 0                | 0 | 1                  | 2                | 3                |                  |                  |  |                  |            |            |            |            |          |   |        |        |
|  | River Plate            |                  |                  |                  |   | 1                  | 2                | 3                |                  |                  |  |                  |            |            |            |            |          |   |        |        |
|  | Argentinos Juniors     | 1                | 0                | 1                |   |                    |                  |                  |                  |                  |  |                  |            |            |            |            |          |   |        |        |
|  | Argentinos Juniors     | 1                | 0                | 1                |   |                    |                  |                  |                  |                  |  | Atlético Mineiro | 0          | 1          | 1          |            |          |   |        |        |
|  |                        |                  |                  |                  |   |                    |                  |                  |                  |                  |  | Atlético Mineiro | 0          | 1          | 1          |            |          |   |        |        |
|  |                        | Palmeiras (gfc)  | 0                | 1                | 1 |                    |                  |                  |                  |                  |  |                  |            |            |            |            |          |   |        |        |
|  | San Paolo              | Palmeiras (gfc)  | 0                | 1                | 1 | 1                  | 3                | 4                |                  |                  |  |                  |            |            |            |            |          |   |        |        |
|  | San Paolo              |                  |                  |                  |   | 1                  | 3                | 4                |                  |                  |  |                  |            |            |            |            |          |   |        |        |
|  | Racing Club            | 1                | 1                | 2                |   |                    |                  |                  |                  |                  |  |                  |            |            |            |            |          |   |        |        |
|  | Racing Club            | 1                | 1                | 2                |   | San Paolo          | 1                | 0                | 1                |                  |  |                  |            |            |            |            |          |   |        |        |
|  |                        |                  |                  |                  |   | San Paolo          | 1                | 0                | 1                |                  |  |                  |            |            |            |            |          |   |        |        |
|  |                        | Palmeiras        | 1                | 3                | 4 |                    |                  |                  |                  |                  |  |                  |            |            |            |            |          |   |        |        |
|  | Universidad Católica   | Palmeiras        | 1                | 3                | 4 | 0                  | 0                | 0                |                  |                  |  |                  |            |            |            |            |          |   |        |        |
|  | Universidad Católica   |                  |                  |                  |   | 0                  | 0                | 0                |                  |                  |  |                  |            |            |            |            |          |   |        |        |
|  | Palmeiras              | 1                | 1                | 2                |   |                    |                  |                  |                  |                  |  |                  |            |            |            |            |          |   |        |        |

### Ottavi di finale
Le partite d'andata degli ottavi si sono disputate il 13, 14 e 15 luglio 2021, mentre le partite di ritorno il 20, 21 e 22 luglio 2021.
| Squadra 1            | Totale          | Squadra 2          | Andata | Ritorno |
| -------------------- | --------------- | ------------------ | ------ | ------- |
| Defensa y Justicia   | 1 - 5           | Flamengo           | 0 - 1  | 1 - 4   |
| Olimpia              | 0 - 0 (5-4 dtr) | Internacional      | 0 - 0  | 0 - 0   |
| Vélez Sarsfield      | 2 - 3           | Barcelona SC       | 1 - 0  | 1 - 3   |
| Cerro Porteño        | 0 - 3           | Fluminense         | 0 - 2  | 0 - 1   |
| Boca Juniors         | 0 - 0 (1-3 dtr) | Atlético Mineiro   | 0 - 0  | 0 - 0   |
| River Plate          | 3 - 1           | Argentinos Juniors | 1 - 1  | 2 - 0   |
| San Paolo            | 4 - 2           | Racing Club        | 1 - 1  | 3 - 1   |
| Universidad Católica | 0 - 2           | Palmeiras          | 0 - 1  | 0 - 1   |

### Quarti di finale
Le partite d'andata dei quarti si sono disputate il 10, 11 e 12 agosto 2021, mentre le partite di ritorno il 17, 18 e 19 agosto 2021.
| Squadra 1   | Totale      | Squadra 2        | Andata | Ritorno |
| ----------- | ----------- | ---------------- | ------ | ------- |
| Olimpia     | 2 - 9       | Flamengo         | 1 - 4  | 1 - 5   |
| Fluminense  | 3 - 3 (gfc) | Barcelona SC     | 2 - 2  | 1 - 1   |
| River Plate | 0 - 4       | Atlético Mineiro | 0 - 1  | 0 - 3   |
| San Paolo   | 1 - 4       | Palmeiras        | 1 - 1  | 0 - 3   |

### Semifinali
Le partite d'andata delle semifinali si sono disputate il 21 e 22 settembre 2021, mentre le partite di ritorno il 28 e 29 settembre 2021.
| Squadra 1 | Totale      | Squadra 2        | Andata | Ritorno |
| --------- | ----------- | ---------------- | ------ | ------- |
| Flamengo  | 4 - 0       | Barcelona SC     | 2 - 0  | 2 - 0   |
| Palmeiras | 1 - 1 (gfc) | Atlético Mineiro | 0 - 0  | 1 - 1   |

### Finale
| Arbitro: | Néstor Pitana |

|                        |           |                     |
| Veiga 5’ Deyverson 95’ | Marcatori | 72’ Gabriel Barbosa |